# NGC 215
NGC 215 este o galaxie lenticulară situată în constelația Phoenix. A fost descoperită în 28 octombrie 1834 de către John Herschel.